# Henri Armbruster (architecte)
Henri Armbruster, né à Valenciennes le 8 octobre 1868 et décédé le 16 mars 1959, est un architecte de Valenciennes.

## Biographie
Il est élève d'Émile Dusart aux Académies de Valenciennes, puis de Louis-Jules André et Victor Laloux, à l’École des beaux-arts de Paris.  Il est diplômé le 16 décembre 1898.
Il est architecte à Paris de 1892 à 1906 et architecte agréé par 24 communes du Nord dès 1890.  Il s’installe à Valenciennes en 1906, il construit de nombreux bâtiments dont beaucoup de monuments aux morts dans les années 1920. Il devient professeur d'architecture aux écoles académiques de Valenciennes à partir de 1921 jusqu’à sa retraite. Roger Demeyer fut son élève. 
En 1933, il est fait chevalier de la légion d’honneur pour l’ensemble de sa carrière.

## Principales réalisations
- Maison 12 rue du Grand-Fossart à Valenciennes [3]
- 1897, Restauration et l'agrandissement du château d'Eth[4]
- Vers 1900 Maison 25 place Pierre-Delcourt, Condé-sur-l’Escaut [5]
- 1904 Maison Evrard, 13 rue Virginette, Bellignies [6],[7]
- 1923 Monument aux morts, place du 11 novembre à Bavay [8]
- 1924 Monument aux morts, Valenciennes[3]
- 1931 Monument aux morts, Condé-sur-l'Escaut [9]
- 1932 Maison 30-32 place Pierre-Delcourt, Condé-sur-l’Escaut [10]
- 1934 Maison, 10 avenue de la Liberté, Condé-sur-l’Escaut [11]
- 1934 Groupe scolaire des Remparts (école, collège, logements), boulevard des Écoles à Condé-sur-l’Escaut. (Label patrimoine du XXe siècle) [12],[13], [14],[15]